# Конкордия (футбольный клуб, Пётркув-Трыбунальски)
Спортивный клуб «Конкордия» Пётркув-Трыбунальски (пол. Klub Sportowy Concordia Piotrków Trybunalski) — польский футбольный клуб, выступающий в Окружной лиге. «Конкордия» была основана шестой из всех ныне существующих польских команд.

## История
22 мая 1909 года был основан спортивный клуб, получивший название «Конкордия». В римской мифологии Конкордия — богиня согласия и покровительница супружества. Сотрудники завода «Кара», окрылённые успехом лодзинских коллег, которые основали спортивное товарищество «ЛКС», решили реализовать подобный проект у себя. «Конкордия» стала первым клубом города и одним из первых клубов Петроковской губернии.
После длительных поисков удалось собрать достаточное количество молодых энтузиастов. Популяризация футбола проходила довольно тяжело, так как общественное мнение, подогреваемое мнением монаших кругов, представляло новую игру как аморальное явление. Тем не менее, вскоре команда готова была конкурировать с коллективами из других городов. Были проведены матчи с клубами из Варшавы и Лодзи.